# Filosofía de la agricultura
La filosofía de la agricultura (o filosofía agrícola) es una disciplina de la filosofía dedicada a la crítica sistemática de los diferentes marcos normativos y visiones éticas del mundo que son la base de las decisiones concernientes al uso de la tierra con fines agrarios.
En el uso cotidiano también se puede definir como el amor, la búsqueda y la sabiduría asociada con la agricultura como una actividad humana en la que se basa la civilización. Esta concepción, no obstante, es conocida más precisamente como agrarismo. 

## Enfoque utilitario
El enfoque utilitario —hoy en día el más extendido en el mundo occidental— fue desarrollado por los filósofos Jeremy Bentham y John Stuart Mill. A nivel general, sostiene que una acción moralmente correcta es aquella acción que produce el máximo bien para los individuos. Es una forma de consecuencialismo, pues la acción correcta se entiende por completo basándose en sus consecuencias.
Sus principios son utilizados, comúnmente, a la hora de tomar decisiones agrícolas. A esa valorización de la tierra se la denomina teoría de activos (en contraste con la teoría de la localización). 
Ejemplos de la aplicación de este enfoque serían:
- Que las tierras de cultivo fuesen valoradas con base en su capacidad para cultivar lo que los individuos desearen.
- Que una comunidad humana decidiese para qué utilizar un parcela particular de tierra juzgando cuales de los posibles usos beneficiara al mayor número de personas.

Según esta perspectiva, la agricultura industrial es un buen enfoque porque permitiría un aumento en el rendimiento, que a su vez ampliaría el número de personas capaces de recibir recursos de la tierra cultivada. Todo esto, además, estaría complementado con la abundancia de alimentos y una baja de sus precios.

### Críticas
Varios eruditos, escritores, ecologistas y filósofos agrarios como Peter Singer, Aldo Leopold, Vandana Shiva, Barbara Kingsolver y Wendell Berry han argumentado en contra de la visión utilitarista de la agricultura. 
Así, el filósofo australiano Peter Singer sostiene que al implementar una agricultura industrial, el sufrimiento de los animales (incluidos los denominados animales de granja) debe ser tenido en cuenta dentro del cálculo de costo-beneficio. Las tierras de labrantío y los animales de granja se instrumentarían y no se valorarían en y por sí mismos.
Aldo Leopold y Wendell Berry, por su parte, consideran que el enfoque utilitarista ignora los aspectos de la agricultura que son moralmente aplicables y/o intrínsecamente valiosos.

El movimiento Slow Food (comida lenta) y los movimientos agrícolas locales de la compra también se construyen sobre las visiones filosóficas morales opuestas a las versiones extremas de este acercamiento.

## Enfoque libertario
El enfoque libertario, que tiene una aceptación importante en Estados Unidos, sostiene que los sujetos, como agentes, poseen cosas y gozan de ciertos derechos morales incluyendo el derecho de adquirir propiedad privada. En un sentido menos estricto, esta visión se identifica comúnmente con la creencia de que cada sujeto tiene derecho a una cantidad máxima de libertad cuando esta misma no interfiere con la libertad de otro. Los derechos de propiedad serían, por tanto, derechos naturales. De ahí que los libertarios consideren moralmente aceptable que un agricultor posea su tierra sin cultivar, porque mientras no dañe a otros en su accionar debería disfrutar de la entera libertad.
En 1968, Garrett Harden aplicó esta enfoque filosófico al argumentar que la única solución a la denominada tragedia de los bienes comunes era dejar los recursos hídricos y del suelo en las manos de ciudadanos privados.

### Críticas
El mismo Harden proveyó justificaciones utilitaristas a su postura, pudiéndose identificar en el libertarismo raíces utilitaristas y someterlo a las mismas críticas que el enfoque anteriormente expuesto. 
Se ha señalado también que los individuos que toman decisiones egoístas pueden causar grandes desastres ecológicos y sociales, como el Dust Bowl (literalmente, 'Cuenco de Polvo').

## Enfoque igualitario
Los enfoques basados en la igualdad se perfilan como una respuesta a la visión libertaria. John Rawls, su defensor,  sostiene que es necesaria la existencia de un gobierno u órgano central que asegure a todos los individuos la igualdad de oportunidades para acceder al empleo y la comida. La visión igualitaria, asimismo, vincula la tierra y el agua con el derecho a la alimentación. Con el crecimiento de las poblaciones humanas y la disminución de los recursos hídricos y del suelo, este enfoque proporciona soluciones para la preservación de los mismos.

## Enfoque ecológico o sistémico
Surgido de una visión ecológica o sistémica, este enfoque sostiene el principio de que la tierra tiene un valor intrínseco. Así lo cree Aldo Leopold, por ejemplo, quien además considera que una acción es correcta si tiene a «preservar la integridad, estabilidad y belleza de la comunidad biótica». Su ética, hoy en día, es uno de los enfoques ecológicos más populares de la agricultura, comúnmente conocido como el agrarismo. Para otro pensador como Gaia de James Lovelock, la tierra constituye un organismo.

### Críticas
Una crítica que se le hace a este enfoque es que su utilidad en la agricultura es limitada, pues privilegia los ecosistemas naturales y los ecosistemas agrícolas son considerados, a menudo, artificiales.